# Haplosciadium abyssinicum
Haplosciadium abyssinicum är en växtart som är ensam art i släktet Haplosciadium i familjen flockblommiga växter.
Arten är en perenn ört som förekommer i Etiopien och i bergen i tropiska Östafrika. Den beskrevs av Ferdinand von Hochstetter 1844.